# Relatório de Avaliação Global sobre Biodiversidade e Serviços Ecossistêmicos
O Relatório de Avaliação Global sobre Biodiversidade e Serviços Ecossistêmicos é um relatório da Plataforma de Política Científica Intergovernamental sobre Biodiversidade e Serviços Ecossistêmicos das Nações Unidas, lançado em maio de 2019 acerca do estado global da biodiversidade. O relatório descobriu que, devido ao impacto humano sobre o meio ambiente no último meio século, a biodiversidade da Terra sofreu um declínio catastrófico sem precedentes na história da humanidade.
O relatório deduz que "a sociedade precisa mudar de um único foco em perseguir o crescimento econômico". O relatório pediu aos países que começassem a se concentrar em "restaurar habitats, cultivar alimentos em menos terra, impedir a extração ilegal de madeira e a pesca, proteger áreas marinhas e interromper o fluxo de metais pesados e águas residuais para o meio ambiente".